# 1975 à la télévision
| Années de la télévision : 1972 - 1973 - 1974 - 1975 - 1976 - 1977 - 1978    |
| Décennies de la télévision : 1940 - 1950 - 1960 - 1970 - 1980 - 1990 - 2000 |

Cet article présente les faits marquants de l'année 1975 à la télévision.

## Évènements
- 6 janvier : Début des programmes des trois nouvelles chaînes publiques françaises, TF1, Antenne 2 et FR3, nées de l'éclatement de l'ORTF.
- 1er septembre : Diffusion en couleur des programmes de TF1 sur FR3 de midi à 18h.

## Émissions
- 4 janvier : Dernière de l'émission Jeunes Années sur Troisième chaîne couleur de l'ORTF.
- 5 janvier : 
  - Dernière de 24 heures sur la Une sur première chaîne de l'ORTF.
  - Dernière de l'émission Discorama sur première chaîne de l'ORTF.
  - Dernière de l'émission de Sports Dimanche sur première chaîne de l'ORTF.
  - Dernière de Inter 3 sur Troisième chaîne couleur de l'ORTF.
- 6 janvier : 
  - Première de Information télévisée 1 sur TF1.
  - La Une est à vous change de titre pour devenir samedi est à vous sur TF1.
  - Les Animaux du Monde passe de Deuxième chaîne de l'ORTF à TF1.
  - Première de l'émission FR3 Jeunesse sur FR3.
  - Première de l'émission FR3 Actualités sur FR3.
- 8 janvier : Première de l'émission Les Visiteurs du mercredi sur TF1.
- 10 janvier : Première de l'émission Apostrophes sur Antenne 2.
- 11 janvier : Première de l'émission de l'automobile et la moto Automoto sur TF1.
- 12 janvier : La Piste aux étoiles passe de la première chaîne de l'ORTF à Antenne 2. Première émission de Stade 2 le dimanche sur Antenne 2.
- 19 janvier : Première de l'émission Le Petit Rapporteur sur TF1 (Jacques Martin, Stéphane Collaro, Pierre Bonte, Pierre Desproges, Daniel Prévost, Piem).
- 17 février : L'Île aux enfants passe de FR3 à TF1.
- 5 avril : Première de l'émission Numéro un (émission de télévision) sur TF1.
- 27 septembre : Première de l'émission Thalassa sur la 3e chaîne française.
- 20 décembre : Dernière de Information télévisée 1 et première de TF1 Actualités sur TF1.
- 28 décembre : Première de l'émission Stade 2 sur Antenne 2.
- 31 décembre : Première de l'émission Les Visiteurs du Nouvel An sur TF1.

## Séries télévisées
- 11 janvier : première diffusion de la série américaine  L'Homme qui valait trois milliards dans l'émission « samedi est à vous » sur TF1.
- 22 février : première diffusion de la série japonaise Princesse Saphir en France.
- 30 avril : première diffusion de Starsky et Hutch sur le réseau ABC aux États-Unis.
- Le Comte de Monte-Cristo, téléfilm réalisé par David Greene, avec Richard Chamberlain, Kate Nelligan, Trevor Howard, Louis Jourdan, Tony Curtis, Donald Pleasence, Isabelle de Valvert.
- Colditz, série télévisée américano-britannique de 28 épisodes, avec David McCallum, Robert Wagner et Edward Hardwicke.
- 13 décembre : première diffusion de la série britannique Cosmos 1999 dans l'émission « samedi est à vous » sur TF1.

Le pilote de la série Wonder Woman est diffusé pour la première fois aux États-Unis. La série sera confirmée l'année suivante.  Elle a été diffusée en France en 1977.

## Feuilletons télévisés
- Juin : Pilotes de courses de Robert Guez.
- Septembre-Décembre : Peyton Place.
- Décembre : 
  - Michel Strogoff de Claude Desailly.
  - Splendeurs et misères des courtisanes de Maurice Cazeneuve.

## Distinctions

### Emmy Award(États-Unis)
- MASH (série télévisée)
- Maîtres et Valets

## Principales naissances
- 5 janvier - Bradley Cooper
- 29 janvier – Sara Gilbert
- 22 février – Drew Barrymore
- 15 mars – Eva Longoria
- 27 mars – Stacy Ferguson
- 4 juin – Angelina Jolie
- 7 juin – Allen Iverson
- 12 juin – Stephanie Szostak
- 18 juin –  Jamel Debbouze
- 27 juin – Tobey Maguire
- 8 juillet –  Claire Keim
- 7 août – Charlize Theron
- 10 septembre - Jeff Bowler, producteur américain
- 5 octobre – Kate Winslet
- 17 décembre – Milla Jovovich
- 27 décembre – Heather O'Rourke († 1988).

## Principaux décès
- 20 mars : Ozzie Nelson, acteur, réalisateur, producteur, scénariste et chef d'orchestre américain (° 20 mars 1906).
- 23 avril : William Hartnell, acteur britannique (° 8 janvier 1908).
- 30 mai : Michel Simon, acteur suisse (° 9 avril 1895).
- 2 novembre : Pier Paolo Pasolini, écrivain, poète, journaliste, scénariste et réalisateur italien (° 5 mars 1922).